# Света Петка (Жван)
Вижте пояснителната страница за други значения на Света Петка.
„Света Петка“ (на македонска литературна норма: „Света Петка“), наричана и лати е късносредновековна църква, разположена в Северна Македония, край село Жван, част от Крушевско-Демирхисарската епархия на Македонската православна църква – Охридска архиепископия.

## История
Църквата е гробищен храм, разположен северно от селото, покрай пътя Битоля – Кичево, на няколкостотин метра западно от църквата „Свети Димитър“. За точното време на изграждане на църквата няма точни данни, но според архитектурата и запазените стенописи може да се предположи, че е изградена в първата половина на XVII век. Преправяна е в XIX век.

## Архитектура
В архитектурно отношение църквата е еднокорабна сграда с издължена правоъгълна основа, която на източната страна завършва с висока тристранна апсида. При изграждането на църквата, на западната страна е изграден притвор. Зидарията е от ломен камък, като отворите са от дялан камък. Фасадите са фугирани и оцветени в розово.
Вътрешното пространство на църквата е засводено с полукръгъл издължен свод, който лежи на две двойки дъги, носени от пиластри, при което наосът се дели на две травеи. Олтарното пространство е тясно и е отделено от наоса с дървен нов иконостас. Апсидата е плитка нища в източната стена, която горе завършва с дъга. Вратата е на западната стена на нартекса. Покривът е на две води с керемиди, а над апсидата с ламарина.

## Живопис
Оригиналната живопис се отличава с линеарност и приглушен колорит. Забележителни са изображенията на Дейсис с Христос Цар, света Марина, изписана до Богородица и допоясното изображение на свети Ахил Лариски в олтара.
Вероятно в 1931 година църквата е изписана отново – от руския художник, работил в Югославия, Иван Мелников.